# Ciclos formativos de grado superior
Los ciclos formativos de grado superior (CFGS) son estudios profesionalizadores que forman parte de la educación superior y son voluntarios. Al tratarse de estudios profesionalizadores, se puede adquirir aptitudes, competencias y aprendizajes esenciales para el desarrollo de la profesión concreta del ciclo. Además, sirven para desarrollar las aptitudes necesarias para poder adaptarse a las diversas situaciones y condiciones laborales, como a su misma vez adquirir responsabilidades de las determinadas labores.
Combinan una parte teórica con una importante parte práctica, donde las prácticas formativas son esenciales y una característica protagonista de esta categoría de estudios. Al combinar estas dos categorías, permite que al acabar los estudios el alumnado tenga una pequeña experiencia en el sector elegido.
Los CFGS incluyen módulos sobre la formación en centros de trabajo, en este caso hablamos del módulo de FOL (Formación y Orientación Laboral) y EIE (Empresa e Iniciativa Emprendedora), como también un módulo de proyecto. Al implementarse estos módulos, a más de los correspondientes con la profesión, permite que los y las estudiantes puedan adquirir y ampliar capacidades de la gestión empresarial, con el fin de tener una visión del sistema en el cual trabajaran y de los elementos que lo componen.
Los CFGS tienen una duración de dos cursos académicos y estos se agrupan en diversas familias de profesiones. Mismamente, en la mayoría de centros donde se imparte esta tipología de formación, ofrecen horarios diurnos como de tarde, permitiendo fácil adaptación a la vida personal.
La titulación es obtenida una vez superado el grado superior, esta es "Técnico o Técnica Superior de la profesión cursada en el grado".
En el Marco Español de Cualificaciones para la Educación Superior (MECES), la titulación de Técnico Superior se corresponde con el nivel 1. Los niveles MECES tienen su equivalencia con los del Marco Europeo de Cualificaciones (EQF). Concretamente, el nivel MECES 1 de Técnico Superior se corresponde con el nivel 5 del Marco Europeo de Cualificaciones. Este sistema de correspondencia entre niveles facilita la movilidad de los estudiantes y el acceso al empleo fuera del territorio nacional. 

## Vías de acceso
Para poder acceder a un ciclo formativo de grado superior, es necesario cumplir algún requisito de los siguientes:
- Tener el título de Bachillerato o equivalente (COU o FPII).
- Disponer de un título de Técnico o Técnica (Formación Profesional de Grado Medio).
- Disponer de otro título de Técnico Superior, Técnico Especialista o equivalente a efectos académicos.
- Disponer de una titulación universitaria.
- Haber superado la prueba de acceso a los ciclos formativos de grado superior.
- Haber superado la prueba de acceso a la Universidad para mayores de 25 años.

Cada vía de acceso tiene un porcentaje de plazas reservado, donde el Bachillerato es la modalidad para la que se reservan más plazas. Si la demanda es superior a la oferta de plazas en cualquiera de las vías de acceso, las Administraciones educativas pueden establecer procedimientos de admisión y criterios de prioridad para incorporarse al ciclo, como puede ser el curso de preparación para la incorporación a los CFGS.
Las comunidades autónomas tienen derecho para adaptar los requisitos marcados por el Ministerio de Educación y Formación Profesional, por lo que se recomienda navegar por la página web de la Consejería de Educación de la comunidad que le interese cursar los estudios.

## Familias profesionales de ciclos formativos de grado superior
Existen 25 familias de CFGS, las cuales son:
- Actividades Físicas y Deportivas.
- Administración y Gestión.
- Agraria.
- Artes Gráficas.
- Artes y Artesanías.
- Comercio y Marketing.
- Edificación y Obra Civil.
- Electricidad y Electrónica.
- Energía y Agua.
- Fabricación Mecánica.
- Hostelería y Turismo.
- Imagen Personal.
- Imagen y Sonido.
- Industrias Alimentarias.
- Informática y Comunicaciones.
- Instalación y Mantenimiento.
- Madera, Mueble y Corcho.
- Marítimo-Pesquera.
- Química.
- Sanidad.
- Seguridad y Medio Ambiente.
- Servicios Socioculturales y a la Comunidad.
- Textil, Confección y Piel.
- Transporte y Mantenimiento de Vehículos.
- Vidrio y Cerámica.

## CFGS según la familia profesional
En la siguiente tabla se detallan los ciclos formativos de grado superior que se imparten en cada una de las familias profesionales.
| Familias profesionales                     | Ciclos Formativos de Grado Superior de Formación Profesional | Horas     |
| ------------------------------------------ | --- | --------- |
| Actividades Físicas y Deportivas           | Acondicionamiento Físico Enseñanza y Animación Sociodeportiva | 2000 2000 |
| Administración y Gestión                   | Administración y Finanzas Asistencia a la Dirección | 2000 2000 |
| Agraria                                    | Ganadería y Asistencia en Sanidad Animal Gestión Forestal y del Medio Natural Paisajismo y Medio Rural | 2000 2000 |
| Artes Gráficas                             | Diseño y Gestión de la Producción Gráfica Diseño y Edición de Publicaciones Impresas y Multimedia | 2000 2000 |
| Artes y Artesanías                         | Artista Fallero y Construcción de Escenografías | 2000      |
| Comercio y Marketing                       | Comercio Internacional Gestión de Ventas y Espacios Comerciales Marketing y Publicidad Transporte y Logística | 2000 2000 |
| Edificación y Obra Civil                   | Organización y Control de Obras de Construcción Proyectos de Edificación Proyectos de Obra Civil | 2000 2000 |
| Electricidad y Electrónica                 | Automatización y Robótica Industrial Electromedicina Clínica Mantenimiento Electrónico Sistemas Electrotécnicos y Automatizados Sistemas de Telecomunicaciones e Informáticos | 2000 2000 |
| Energía y Agua                             | Centrales Eléctricas Eficiencia Energética y Energía Solar Térmica Energías Renovables Gestión del Agua | 2000 2000 |
| Fabricación Mecánica                       | Construcciones Metálicas Diseño en Fabricación Mecánica Óptica de Anteojería Programación de la Producción en Fabricación Mecánica Programación de la Producción en Moldeo de Metales y Polímeros | 2000 2000 |
| Hostelería y Turismo                       | Agencias de Viajes y Gestión de Eventos Dirección de Cocina Dirección de Servicios de Restauración Gestión de Alojamientos Turísticos Guía, Información y Asistencias Turísticas | 2000 2000 |
| Imagen Personal                            | Asesoría de Imagen Personal y Corporativa Caracterización y Maquillaje Profesional Estética Integral y Bienestar Estilismo y Dirección de Peluquería Termalismo y Bienestar | 2000 2000 |
| Imagen y Sonido                            | Animaciones 3D, Juegos y Entornos Interactivos Iluminación, Captación y Tratamiento de Imagen Producción de Audiovisuales y Espectáculos Realización de Proyectos de Audiovisuales y Espectáculos Sonido para Audiovisuales y Espectáculos                                                                                     | 2000 2000 |
| Industrias Alimentarias                    | Procesos y Calidad en la Industria Alimentaria Vitivinicultura | 2000 2000 |
| Informática y Comunicaciones               | Administración de Sistemas Informáticos en Red Desarrollo de Aplicaciones Multiplataforma Desarrollo de Aplicaciones Web | 2000 2000 |
| Instalación y Mantenimiento                | Desarrollo de Proyectos de Instalaciones Térmicas y de Fluidos Mantenimiento de Instalaciones Térmicas y de Fluidos Mecatrónica Industrial Prevención de Riesgos Profesionales | 2000 2000 |
| Madera, Mueble y Corcho                    | Diseño y Amueblamiento | 2000      |
| Marítimo-Pesquera                          | Acuicultura Organización del Mantenimiento de Maquinaria de Buques y Embarcaciones Transporte Marítimo y Pesca de Altura | 2000 2000 |
| Química                                    | Fabricación de Productos Farmacéuticos, Biotecnológicos y Afines Laboratorio de Análisis y Control de Calidad Química Industrial Química Ambiental (en extinción) | 2000 2000 |
| Sanidad                                    | Anatomía Patológica y Citodiagnóstico Audiología Protésica Dietética Documentación y Administración Sanitarias Higiene Bucodental Imagen para el Diagnóstico y Medicina Nuclear Laboratorio Clínico y Biomédico Ortoprótesis y Productos de Apoyo Prótesis Dentales Radioterapia y Dosimetría Salud Ambiental (en extinción)   | 2000 2000 |
| Seguridad y Medio Ambiente                 | Coordinación de Emergencias y Protección Civil Educación y Control Ambiental Química y Salud Ambiental | 2000 2000 |
| Servicios Socioculturales y a la Comunidad | Animación Sociocultural y Turística Educación Infantil Integración Social Mediación Comunicativa Promoción de Igualdad de Género | 2000 2000 |
| Textil, Confección y Piel                  | Diseño Técnico en Textil y Piel Diseño y Producción de Calzado y Complementos Patronaje y Moda Vestuario a Medida y de Espectáculos | 2000 2000 |
| Transporte y Mantenimiento de Vehículos    | Automoción Mantenimiento Aeromecánico de Aviones con Motor de Pistón Mantenimiento Aeromecánico de Aviones con Motor de Turbina Mantenimiento Aeromecánico de Helicópteros con Motor de Pistón Mantenimiento Aeromecánico de Helicópteros con Motor de Turbina Mantenimiento de Sistemas Electrónicos y Aviónicos de Aeronaves | 2000 2540 |
| Vidrio y Cerámica                          | Desarrollo y Fabricación de Productos Cerámicos | 2000      |

El Ministerio de Educación y Formación Profesional aprueba regularmente nuevos ciclos, que se implantan de manera progresiva. La oferta específica de cada comunidad autónoma puede variar en función del propio calendario de implantación.

## Incorporación al CFGS
En algunas comunidades autónomas, se imparte un curso de preparación para la incorporación a los ciclos formativos de grado superior, dando prioridad en el proceso de preinscripción a los y las estudiantes que quieran acceder con la titulación de Técnico, Técnico Deportivo o Técnico de Artes Plásticas y Diseño.
El curso consta de 700 horas de duración, y los contenidos se organizan en dos ámbitos. Uno de ellos, es la parte común, siendo obligatoria para todas las personas, y el otro, la parte específica. Esta parte varía según el ciclo formativo de grado superior que se quiera acceder, y en la cual hay que escoger dos asignaturas.
| Parte común                  | Parte específica              |
| ---------------------------- | ----------------------------- |
| Lengua castellana            | Opción científico-tecnológica |
| Lengua cooficial (si existe) | Opción humanística y social   |
| Lengua inglesa               | Opción artística              |
|                              | Opción deportiva              |

## Salidas de los CFGS
- Mundo laboral.
- Estudios universitarios.
- Otros ciclos formativos de grado superior. Si optas por esta opción, podrás convalidar algunos módulos.
- Ciclos formativos de grado superior de las enseñanzas de artes plásticas y diseño, superando la prueba de acceso específica.
- Cursos de especialización que tendrán por objeto complementar las competencias de quienes ya dispongan de un título de formación profesional.[3] Algunas de las familias profesionales en las que se incluyen estas titulaciones son: Electricidad y Electrónica, Fabricación Mecánica, Hostelería y Turismo, Imagen y sonido, Informática y Comunicaciones; Instalación y Mantenimiento, Química y Transporte y Mantenimiento de Vehículos.[4]
- Otras formaciones no regladas que se adapten a tus necesidades e intereses.